# 彼得·諾斯
彼得·諾斯（Peter North，原名奧爾登·布朗，1957年5月11日—），是一名加拿大色情演員、導演和製作人。 諾斯自1984年進入成人電影產業以來，一直是產業界中的重要人物。
「諾斯」（North）這個藝名的由來可能跟他來自加拿大或是北方有關。

## 生平

### 進入業界
彼得·諾斯出生於加拿大新斯科細亞省哈利法克斯，高中就讀於詹姆斯·羅利馬·伊斯利高中（James Lorimer Ilsley High School）。1982年，他搬至美國加州。 他目前住在加州橘郡。24歲時，諾斯被傳奇色情製作人麥特·梅爾尼克（Matt Melnick）所發掘，因而進入色情影片界。
他表示「在1984年春天進入成人業界是場意外。我對於這件事從未仔細考慮，甚至沒想過我會進入成人業界。」
彼得·諾斯在業界很快的就打響名聲－不是在銷售量，而是完成的場景數。在他的第一部影片中，他一天內就完成了六個場景的拍攝工作，創下現代色情影片的紀錄。
1996年，諾斯在他家鄉的報紙《哈利法克斯紀事先驅報》（Halifax Chronicle-Herald）專訪中表示，他是在80年代早期，在洛杉磯一個私人派對中，擔任運動服展示模特兒時被「發掘」。當時，一位成人產業界的人士對於諾斯優秀的體格印象深刻，於是將名片遞給諾斯。

### 同志影片
彼得·諾斯早期曾使用麥特·拉姆齊（Matt Ramsey）的假名拍攝同志影片，包括與以巨碩陰莖聞名的同志色情演員瑞克·多納文共同演出的《The Bigger the Better》。近幾年，諾斯證實了他曾拍攝這些影片。他表示他是因為身負數千元的債務，因而拍攝這些影片。

### 驚人能力
彼得·諾斯最為人所知的能力就是大量且強勁的射精，可說是色情產業中的傳奇。自他進入業界以來，平均每次高潮可以射出11至13次。諾斯有參與的影片高達9,200部。
曾共同合演的成人女星如珍娜·詹姆森和海瑟·杭特（Heather Hunter）證實了他驚人的射精量是真的，沒有使用任何的電影手法。 彼得·諾斯曾表示他的精液量一直都是這麼多，一直到進入色情產業後才知道他高於一般平均量。
諾斯擁有一個在長度或周長都十分巨大的陰莖。許多色情女演員都證明了這件事，像是莎凡娜（Savannah）、凱琳·艾希莉（Kaitlyn Ashley）、妮姬塔·丹妮絲和茱兒·德奈爾（Jewel De'Nyle）。諾斯的陰莖長度為8.5英吋（21.5公分），周長6英吋（15公分）。成人女星凱莉·歐戴爾（Kelly O'Dell）和哈莫妮·羅斯等人曾表示諾斯是目前陰莖尺寸最大的色情男星。
1986年，政府針對翠西·羅茲（Traci Lords）未成年拍攝成人影片展開調查，諾斯也在調查名單中。羅茲大部分影片都是在未成年時拍攝，其中還有以一些與諾斯的性愛演出。 最後政府終止調查。
他所導演的影片超過70部（知名的《North Pole》和《Anal Addicts》系列），製作的影片超過20部，其中15部是《North Pole》系列。
諾斯曾與色情女星茱兒·德奈爾交往兩年。 這段期間，德奈爾在《North Pole》系列中與諾斯拍攝許多段片段。1994年，彼得·諾斯發行一本教導如何與漂亮女性認識和約會的指南 《Penetrating Insights》。目的是為了讓讀者能認識更多女性。 書中也記載一些從個人儀容到衛生的小訣竅。
諾斯是位鍛鍊迷，因此，就算已進入五十歲，他依然維持著良好的體態。傳奇色情演員克莉絲蒂·坎寧（Christy Canyon）在2003年的自傳《Lights, Camera, SEX!》中証實一個存在已久的謠言。她在書中透漏，諾斯不喜歡有人在拍攝時碰觸他的頭髮，這會讓他無法專心。
諾斯是X級評論組織（X-Rated Critics Organization, XRCO）和成人影帶新聞兩個名人堂成員。

## 獎項
- 1990 F.O.X.E（英语：F.O.X.E） 最受歡迎男星[18]
- 1991 F.O.X.E 最受歡迎男星[18]
- 1992 F.O.X.E 最受歡迎男星[18]
- 1998 AVN 最佳團體場面：《Gluteus to the Maximus》[19]

## 外部連結
- 官方網站 （页面存档备份，存于）
- 彼得·諾斯在 Twitter 網站 （页面存档备份，存于）
- 彼得·諾斯在 Facebook 網站 （页面存档备份，存于）
- 官方影片網站